# Bruant des roseaux
 (novembre 2019).
Si vous disposez d'ouvrages ou d'articles de référence ou si vous connaissez des sites web de qualité traitant du thème abordé ici, merci de compléter l'article en donnant les références utiles à sa vérifiabilité et en les liant à la section « Notes et références ».
Espèce
Statut de conservation UICN

 LC  : Préoccupation mineure
(Classement UICN-France : EN = haut risque d'extinction dans la nature) 
Le Bruant des roseaux (Emberiza schoeniclus) est une espèce de passereaux européens de la famille des embérizidés et l'une des 44 espèces du genre Emberiza connues à ce jour. 

## Description
C'est un passereau de 15 à 16 cm de long, pesant 16 à 25 g.

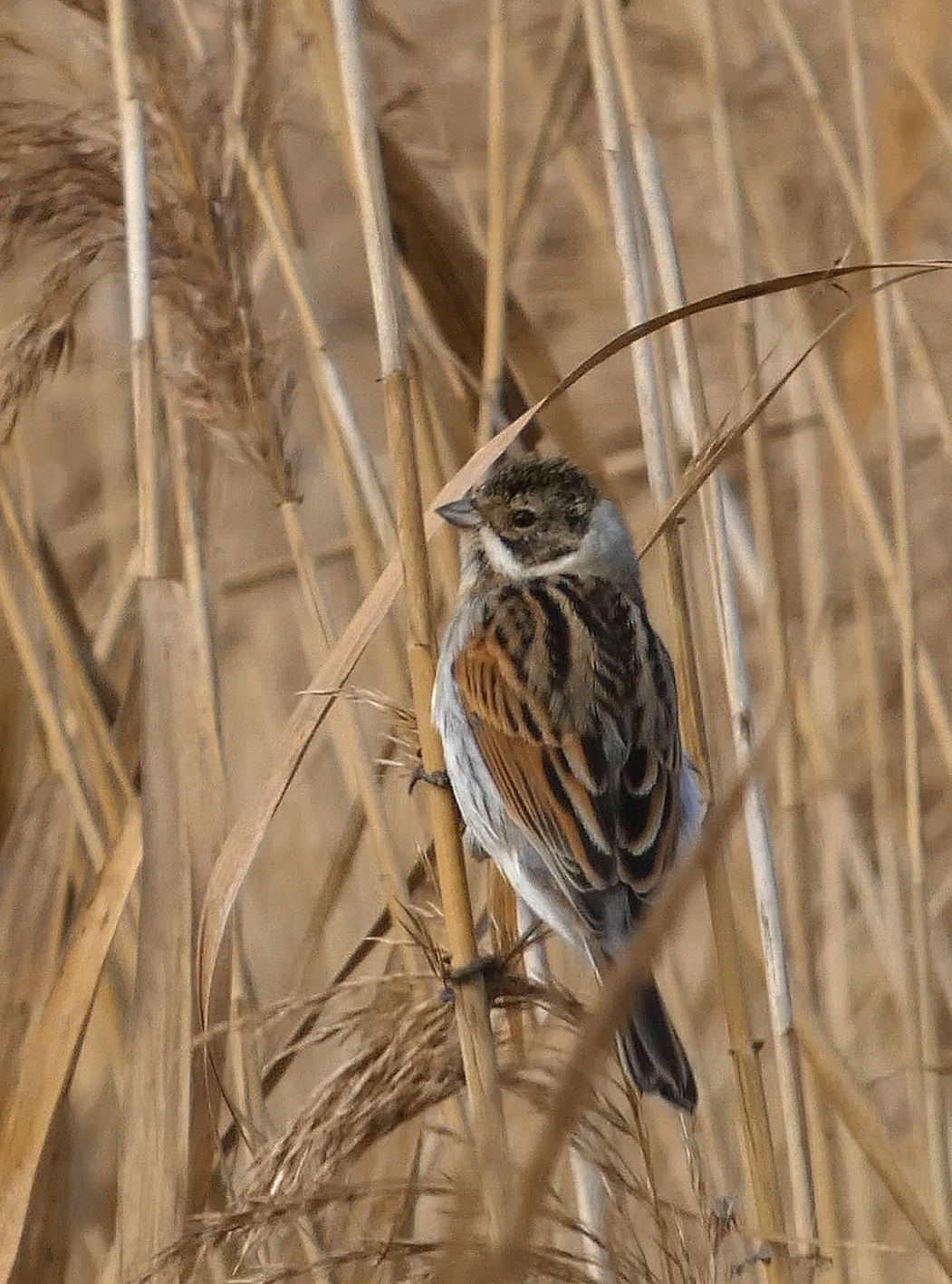
Bruant des roseaux mâle en hiver. Roselière de la Loire.

En plumage nuptial, le mâle a la tête et la gorge noires séparées par des moustaches blanches et entourées d'un collier blanc, le dessous blanc gris strié verticalement de brun foncé et le manteau sombre avec des stries verticales chamois. En automne, son plumage devient semblable à celui de la femelle, plus terne à dominance brun et gris.

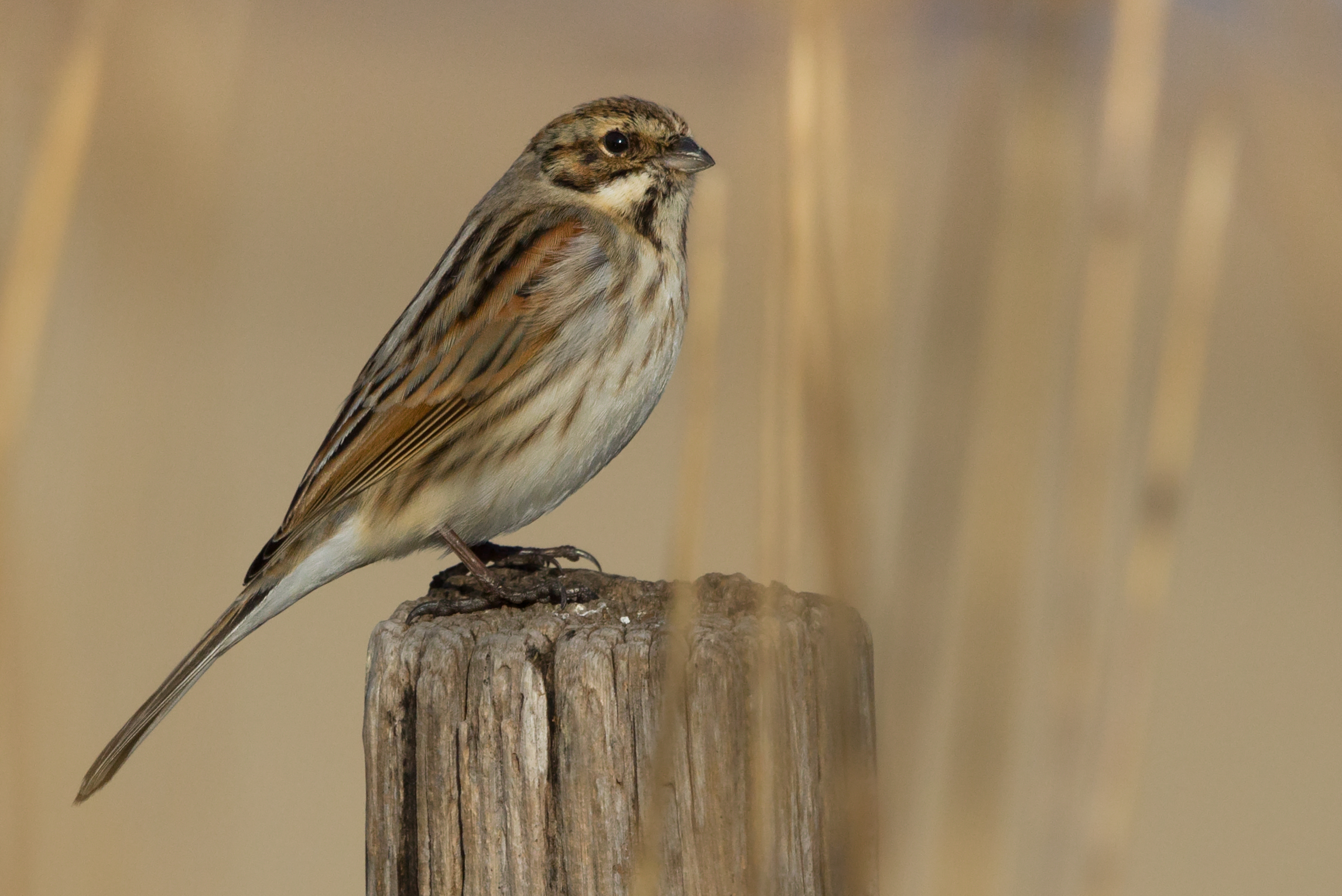
Plumage d'hiver

## Comportement

### Alimentation
Il recherche sa nourriture parmi les formations herbacées, entre les touffes de carex, dans les champs et les prés, sur les bords des lacs et des étangs. Souvent aussi, il grappille dans les feuillages, sur les tiges de roseaux et sur diverses graminées. Parfois même, il attrape des insectes au vol, au ras du sol ou de l’eau.
Au printemps, il est surtout granivore (Phragmites, Molinia, Festuca) et durant l’été, il est plutôt insectivore (chenilles, papillons, diptères, coléoptères, libellules, nèpes) (Géroudet 1964).
On a également trouvé des limaces et des crustacés de petite taille dans son estomac (Verheyen R.).

### Reproduction

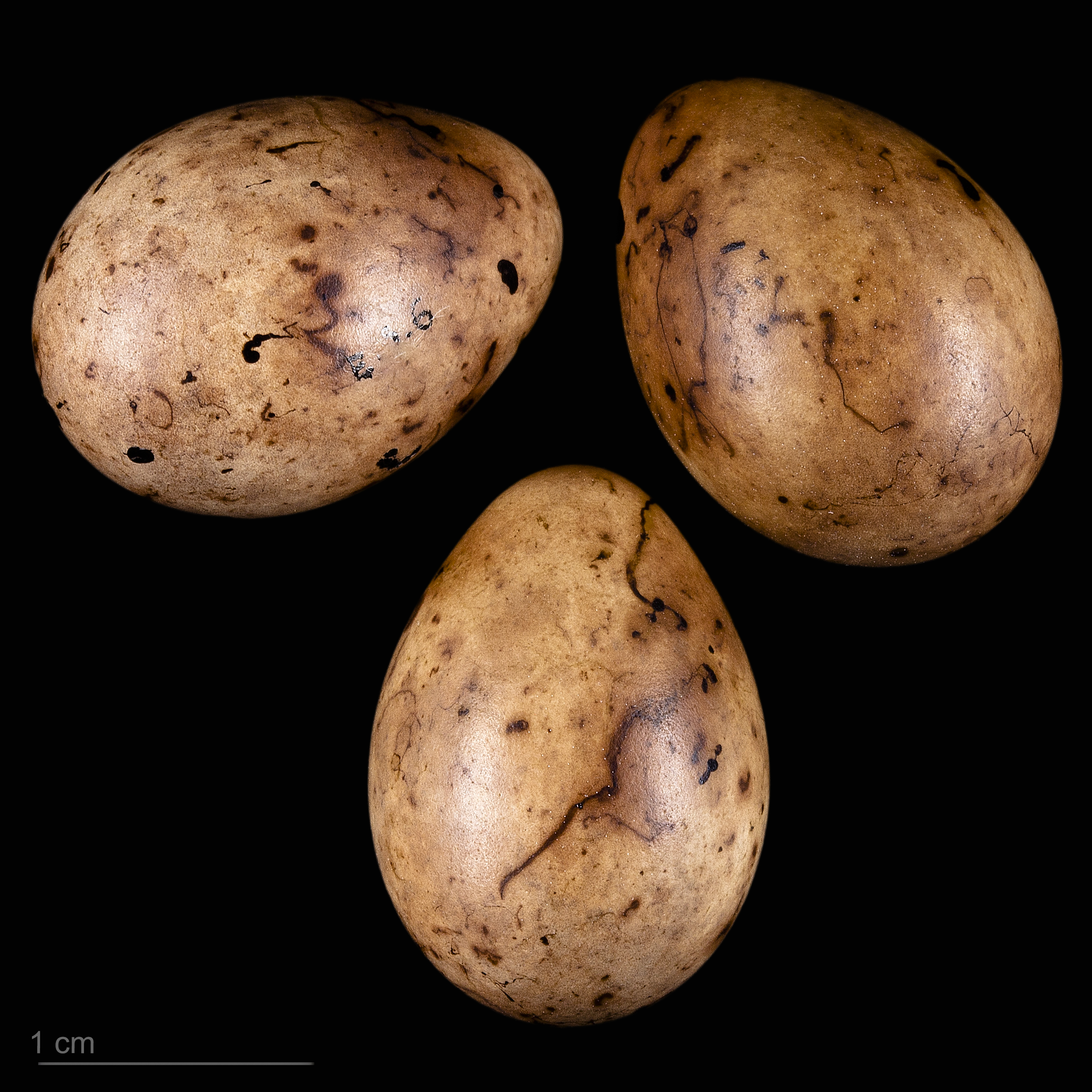
Oeufs de Emberiza schoeniclus witherbyei - Muséum de Toulouse

Les bruants des roseaux peuvent se reproduire à partir d'un an. En période nuptiale, Le mâle chante d'un endroit dégagé. Son pépiement est un bref trille monotone, répété et perçant (« bruant » est une altération de « bruyant »). 

Le nid est généralement situé près des étangs, des marais, des lacs ou dans des champs, caché dans une touffe d'herbe ou au milieu des buissons. Il est constitué de feuilles de phragmites et de laîches. Le fond est garni d'éléments végétaux fins, de poils et de crin. La femelle pond quatre ou cinq œufs gris brun ou brun fauve clair tachetés. L'incubation dure treize à quatorze jours et les oisillons, nidicoles, prennent leur essor après deux semaines, au plus tard. Ce bruant peut mener à bien une seconde couvée dans l'année.

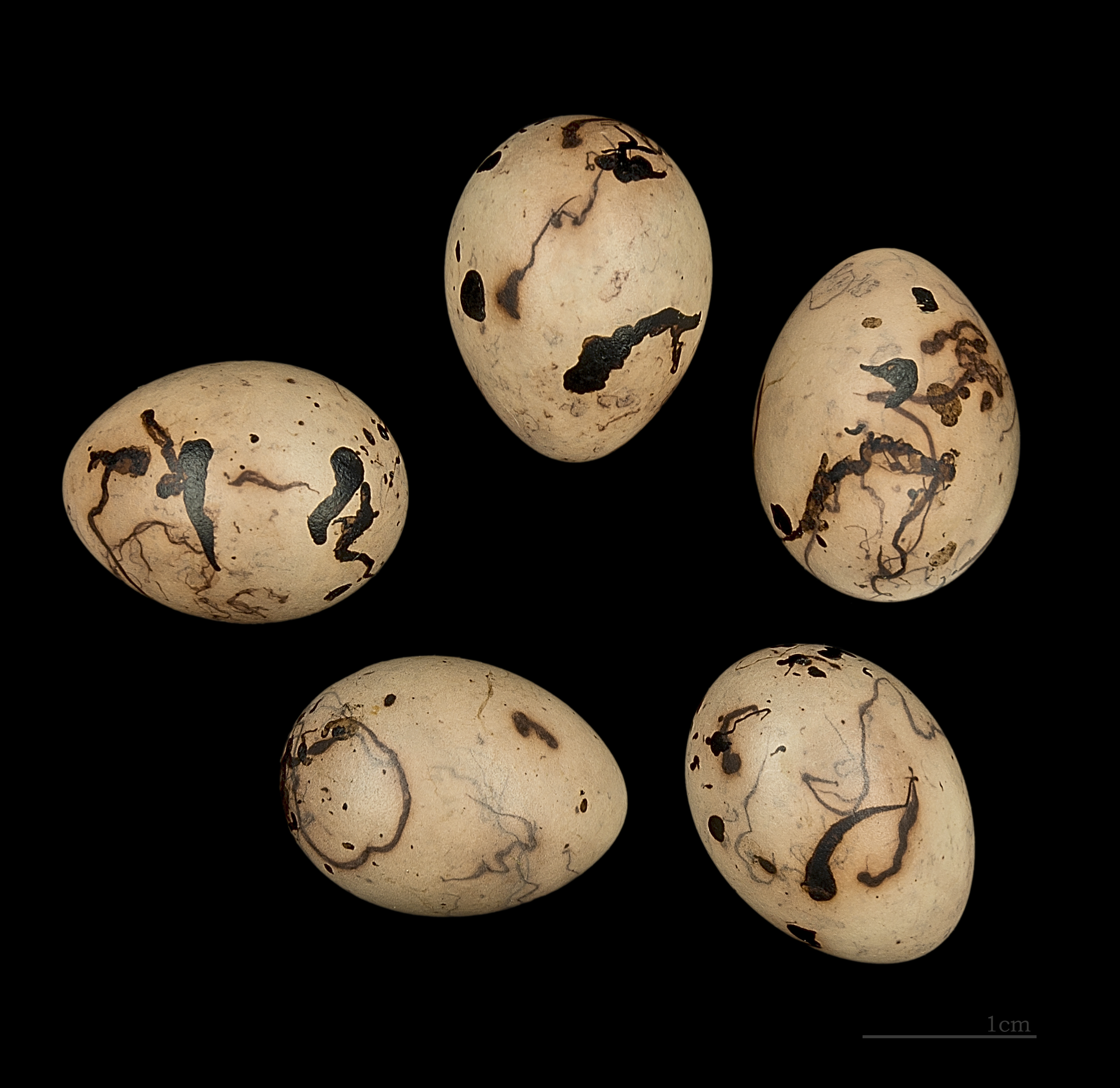
Œufs de Bruant des roseaux Muséum de Toulouse

## Répartition et habitat

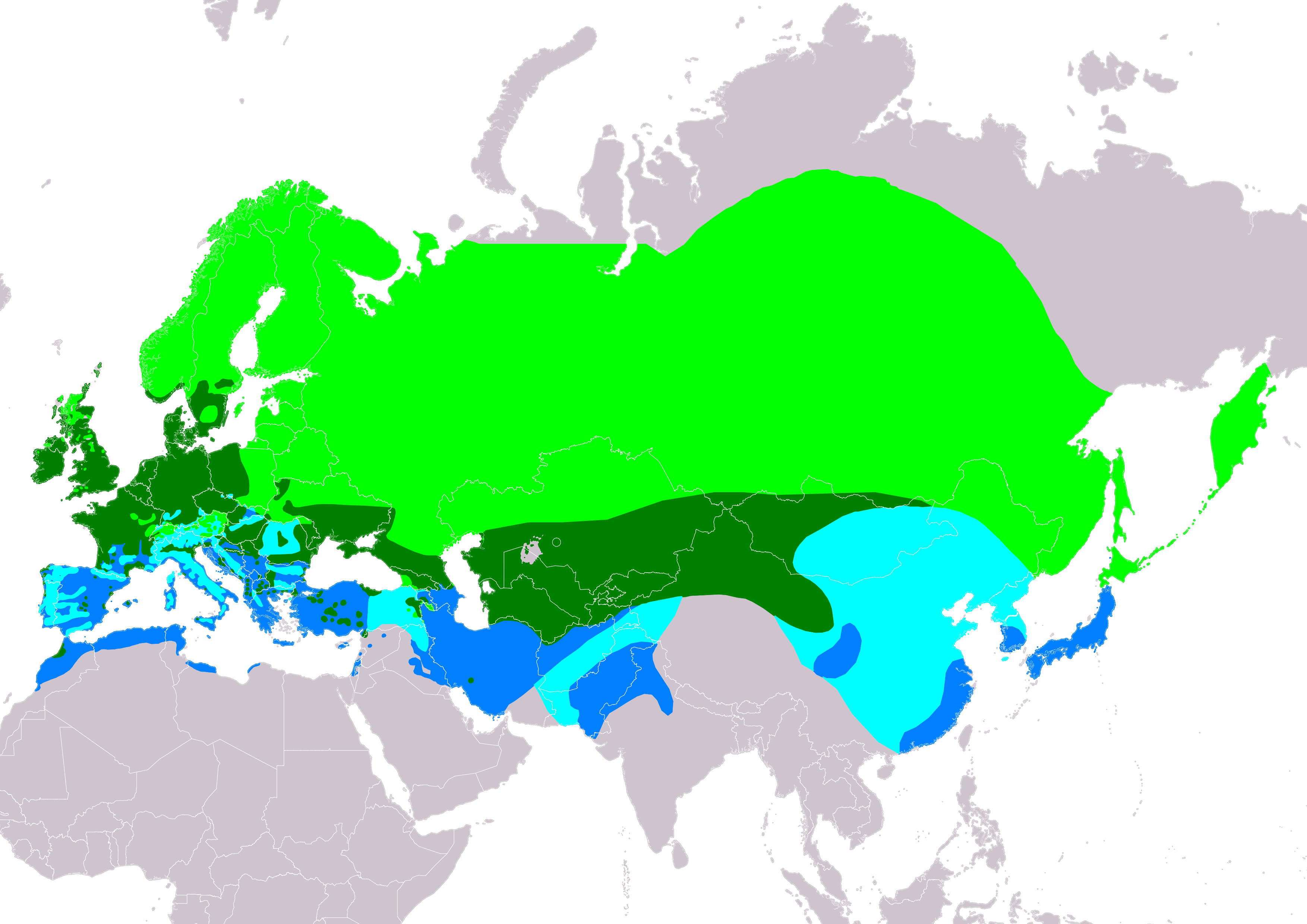
Aire de répartition du bruant des roseaux

### Répartition
Le bruant des roseaux se rencontre dans toute l'Europe et en Asie excepté l'Asie du Sud et l'Asie du Sud-Est. Il est sédentaire dans l'Europe de l'Ouest et dans le sud de l'Europe de l'Est.

### Habitat
Dans les zones humides avec des roseaux (phragmitaies), joncs, et saules.
Pendant la saison de reproduction on le trouve principalement dans les espaces humides. Mais avec les disparitions des roselières et des marais, il vient nicher dans les champs de céréales et de colza et les plantations de conifères.

### Migration
Les migrateurs se trouvent dans les campagnes cultivées. Ceux d'Europe du Nord et de l'est migrent vers l'Espagne en octobre-novembre.

## Systématique

### Historique et dénomination
L'espèce Emberiza schoeniclus a été décrite par le naturaliste suédois Carl von Linné en 1758, sous le nom initial de Fringilla schoeniclus.

#### Synonyme
- Fringilla schoeniclus Linnaeus, 1758

### Sous-espèces
Le Bruant des roseaux compte quinze sous-espèces, décrites surtout d’après les variations géographiques affectant la forme et la grosseur du bec. Dans le sud et le sud-est, les oiseaux à gros bec ont été distingués autrefois comme espèce sous le nom de « Bruant pyrrhuloïde » (à bec de Bouvreuil). Les sous-espèces sont classées en trois groupes selon Vaurie (1959).

#### Groupeschoeniclus
Ce groupe comprend les sous-espèces de stature plus petite au manteau fortement ou en tout cas nettement strié et au bec petit et mince.
1a. E. s. schoeniclus L.
Ce sous-groupe réunit les sous-espèces européennes décrites sous les noms de turonensis Steinbacher, mackenziei Bird et steinbacheri Dementiev.
1b. E. s. passerina Pallas
Sous-espèce nicheuse du nord-ouest de la Sibérie. Migratrice.
1c.* E. s. parvirostris Buturlin
Sous-espèce du centre de la Sibérie. Migratrice.
1d. E. s. pyrrhulina Vaurie
Connue au Kamtchatka, en Hokkaidō, en Sakhaline, ainsi que dans le Nord-Est de la Mandchourie. Elle s’y comporte soit en migrateur, soit en sédentaire ou erratique.
1re. E. s. minor Middendorff
Le statut de cette sous-espèce est assez imprécis. Elle s’insère entre 1c et 1d. Pour certains auteurs dont Cabanis, elle se rattacherait à E. pallasi et non à E. schoeniclus.
1f. E. s. pallidior Hartert
Sous-espèce nicheuse de l’ouest de la Sibérie. On la considère comme intermédiaire entre 1b et 2a. Migratrice.
1g. E. s. ukrainae (Zarudny)
Sous-espèce du nord-est de l’Ukraine. Migratrice, elle se classe du point de vue morphologique entre 1a et 3b.

#### Groupepyrruloides
Ce groupe comprend les sous-espèces de stature plus grande, mais au manteau moins fortement strié que le précédent et d’un ton plus pâle. Le bec est nettement plus grand, épais, enflé et arqué.
2a. E. s. incognita (Zarudny)
Sous-espèce migratrice. Signalé au nord de la steppe de Kirghiz. Revêt une forme intermédiaire entre 1g, 1f et 2b.
2b. E. s. pyrrhuloides Palla
Aire de reproduction se situant entre la région septentrionale de la Mer Caspienne, en Kazakhie, en Kirghizie et au Xinjiang occidental. Soit migratrice, sédentaire ou erratique.
2c. E. s. zaidamensis Portenko
Sa présence se limite à la dépression du Zaidam (nord du Qinghai). On ignore si elle est migratrice ou si elle constitue une population isolée.

#### Groupe intermédiaire
Ce groupe est composé des sous-espèces intermédiaires entre les deux autres. Habituellement foncées et bien rayées, elles sont toujours plus sombres que celles du groupe pyrrhuloides. Le bec est relativement grand et épouse une forme non enflée, beaucoup moins arquée qu’en 2.
3a. E. s. witherbyi Jordans
Sous-espèce nicheuse au Portugal, sur les côtes Sud de l’Espagne et de la France, aux Baléares et en Sardaigne. Certains auteurs admettent qu’elle niche également en Corse (Bruun 1970), tandis que d’autres excluent la Sardaigne (Makatsch 1966 ; Minton 1971). Niche-t-elle également en Afrique du Nord ? Des couples cantonnés ont été découverts dans le Gharb, au nord-ouest du Maroc, en juin 1942 (Heim de Balzac et Mayaud 1962).
3b. E. s. intermedia Degland
Cette sous-espèce regroupe tschusi Reiser et Almasy, stresemanni Steinbacher et compilator  Mathews et Iredale. Elle niche en Sicile, en Italie, en Yougoslavie, dans le nord de la Grèce et en Europe centrale. C’est une forme intermédiaire entre 1a et 1g au Nord, 3c au Sud, 2a à l’Est et peut-être 2b. Sédentaire ou erratique, elle serait en partie migratrice.
3c. E. s. reiseri (Hartert)
Sous-espèce des Balkans, où elle est sédentaire et en partie migratrice.
3d. E. s. caspia Ménétries
Son aire de nidification se situe en Turquie, Syrie, Iran et en Transcaucasie. Il s’agit d'une sous-espèce sédentaire, en partie encore migratrice.
3e. E. s. korejewi (Zarudny)
Cette dernière sous-espèce semble isolée au Seistan et au Baluchistan perse. Elle est sédentaire.

## Le Bruant des roseaux et l'Homme

### Protection
L'UICN-France classe le Bruant des roseaux (Emberiza schoeniclus) "EN" (haut risque d'extinction dans la nature) en France, alors qu'il est classé "LC" (préoccupation mineure).
Il bénéficie donc d'une protection totale sur le territoire français depuis l'arrêté ministériel du 17 avril 1981 relatif aux oiseaux protégés sur l'ensemble du territoire. Il est donc interdit de le détruire, le mutiler, le capturer ou l'enlever, de le perturber intentionnellement ou de le naturaliser, ainsi que de détruire ou enlever les œufs et les nids, et de détruire, altérer ou dégrader son milieu. Qu'il soit vivant ou mort, il est aussi interdit de le transporter, colporter, de l'utiliser, de le détenir, de le vendre ou de l'acheter.

### Bandes sons et sonagrammes
- Audioblog de Sonatura Emberiza schoeniclus